# Santa Lucía (estación de TransMilenio)
Para la estación del Metro de Medellín, véase .Santa Lucía (Metro de Medellín)
La estación sencilla Santa Lucía, hace parte del sistema de transporte masivo de Bogotá llamado TransMilenio inaugurado en el año 2000.

## Ubicación
La estación se encuentra ubicada en el sur de la ciudad, específicamente en la Avenida Caracas entre la diagonal 45B Sur y la calle 46 Sur. Se accede a ella por medio de cruces semaforizados ubicados sobre éstas vías.

## Origen del nombre
La estación recibe el nombre por el barrio que se encuentra al occidente de la estación. Aquí se atiende también a los usuarios de los barrios Santa Lucía, San Jorge Sur, Marco Fidel Suárez y alrededores.

## Historia
A comienzos del año 2001, fue inaugurada la segunda fase de la Troncal Caracas desde Tercer Milenio, hasta la estación intermedia de la Calle 40 Sur. Más tarde, el 23 de junio de 2001 fue extendido al sur, hasta el Portal Usme.
El 6 de enero de 2003 un artefacto incendiario explotó cerca de esta estación.[cita requerida]
En el 2004, tres personas resultaron heridas tras el estallido de una bomba incendiaria en un bus que iba por la troncal de la Caracas con calle 47 sur, a una cuadra de la estación.[cita requerida]
Durante el Paro nacional de 2019, la estación sufrió diversos ataques que afectaron de forma considerable las puertas de vidrio y demás infraestructura de la estación, razón por la cual no estuvo operativa por algunos días luego de lo ocurrido.

## Servicios de la estación

### Servicios troncales
| Tipo                                            | Rutas al Norte | Rutas al Sur |
| ----------------------------------------------- | -------------- | ------------ |
| Ruta fácil                                      | 3              | 3            |
| Expresos todos los días todo el día             | B75            | H75          |
| Expresos lunes a sábado todo el día             | D21            | H21          |
| Expresos lunes a viernes todo el día            | C17            | H17          |
| Expresos lunes a viernes hora pico de la mañana | J76            |              |
| Expresos lunes a viernes hora pico de la tarde  |                | H76          |
| Expresos sábados de 4:00 a. m. a 3:00 p. m.     | C17            | H17          |

### Esquema
| ← Norte          |           |            |                 |
| Diagonal 45B Sur | 3D21      | B75C17 J76 | Diagonal 46 Sur |
|                  | Vagón 2   | Vagón 1    |                 |
| Diagonal 45B Sur | H17H75H76 | 3H21       | Calle 46 Sur    |
| Sur →            |           |            |                 |

### Servicios urbanos
Así mismo funcionan las siguientes rutas urbanas del SITP en los costados externos a la estación, circulando por los carriles de tráfico mixto sobre la Avenida Caracas, con posibilidad de trasbordo usando la tarjeta TuLlave:
| Código | Sector                 | Dirección                | Rutas               |
| ------ | ---------------------- | ------------------------ | ------------------- |
| 035A11 | H Estación Santa Lucía | Av. Caracas - DG 45C Sur | H720H721 39 271 953 |
| 002A12 | H San José Sur         | Av. Caracas - CL 46 Sur  | A720K721 39 271 953 |

## Ubicación geográfica
| Noroeste: Tunjuelito | Norte: H Calle 40 Sur | Nordeste: Rafael Uribe Uribe |
| Oeste: H Biblioteca  |                       | Este: Rafael Uribe Uribe     |
| Suroeste: Tunjuelito | Sur: H Socorro        | Sureste: Rafael Uribe Uribe  |